# Resolució 784 del Consell de Seguretat de les Nacions Unides
La Resolució 784 del Consell de Seguretat de les Nacions Unides fou adoptada per unanimitat el 30 d'octubre de 1992. Després de recordar les resolucions 637 (1989), 693 (1991), 714 (1991) i 729 (1992), el Consell va aprovar una decisió del secretari general Boutros Boutros-Ghali per estendre el mandat de la Missió d'Observació de les Nacions Unides al Salvador (ONUSAL) per un altre mes fins al 30 de novembre de 1992.
Dins d'aquest marc de temps, la resolució va demanar al Secretari General que presentés recomanacions sobre qualsevol futura ampliació del mandat, sobre el mandat i la força que ONUSAL necessitaria per tal de verificar l'aplicació de la fase final del procés de pau a El Salvador en conjunt amb les seves implicacions financeres. Es va instar també ambdues parts, el Frente Farabundo Martí para la Liberación Nacional i Govern del Salvador, a aplicar i respectar els acords subscrits per ells a Ciutat de Mèxic el 16 de gener de a 1992.
Boutros-Ghali va informar posteriorment al Consell l'11 de novembre de 1992 que ambdues parts havien acceptat una proposta per posar fi al conflicte abans del 15 de desembre de 1992.